# Bernadette Jordan
Bernadette Jordan, née le 7 avril 1963, est une femme politique canadienne. 

## Biographie
Bernadette Jordan est titulaire d'un baccalauréat en sciences politiques de l'Université St. Francis Xavier. De 2015 à 2021, elle est députée libérale pour la circonscription de South Shore—St. Margarets à la Chambre des communes du Canada.
En janvier 2019, elle a été nommée ministre du Développement économique rural dans le cabinet de Justin Trudeau, ce qui a fait d'elle la première députée de la Nouvelle-Écosse à occuper un poste ministériel à l'échelon fédéral. De 2019 à 2021, elle est ministre des Pêches, des Océans et de la Garde côtière canadienne dans le cabinet de Justin Trudeau.